# Judicat de Cagliari

Les Judicats de Sardaigne

Le judicat de Cagliari (en sarde, Giuigadu de Callaris , en italien, Giudicato di Cagliari) est un des quatre judicats qui naquirent en Sardaigne au VIIIe siècle pour remplacer un Empire romain devenu trop lointain (celui de Byzance) et pour se protéger notamment des razzias arabes.
Le Judicat de Cagliari se développa dans la partie sud-orientale de la Sardaigne. Il couvrait tout le sud et la partie centre-est de l'île et était composé de seize subdivisions appelées curatorias ou partis (départements). Il comprenait une grande partie de la plaine du Campidano, la riche région minière du Sulcis  et la région montagneuse de l'Ogliastra.
Le judicat confinait au nord avec le Judicat de Logudoro, d'Arborée et de Gallura.
Le Judicat de Cagliari, comme du reste les autres trois Judicats était un royaume souverain selon le principe juridique Superiorem non recognoscens, avec un territoire subdivisé en Curatorie, des districts dirigés par un curateur et comprenant des centres habités appelés Ville (différent du mot français homonyme, du latin villa). Le Judicat avait son propre parlement, la Corona de Logu, composé des représentants des Curatorie. Il possédait son propre domaine public, le Rennu, votait les lois, avait des frontières et frappait monnaie.
Son chef était le Judex ius dicens (celui qui dit la loi), en sarde, Iudike ou Judike. Le Juge tirait son autorité non seulement de l'hérédité mais également par la reconnaissance de son Imperium par la Corona de Logu. La capitale du judicat de Cagliari fut la ville de Santa Igia. 

## Histoire

### Naissance du Judicat
Au IXe siècle, les arabes et les berbères ont suivi une politique agressive d'expansion et de piraterie en Méditerranée finissant avec la conquête de la Sicile en 827. Ces actions ont isolé la Sardaigne du gouvernement central de l'Empire byzantin. En l'absence d'instructions les responsables provinciaux Byzantins sardes, appelés judici (« juges ») ont commencé à gouverner de manière autonome.
Au Xe siècle l'île a été divisée en quatre « giudicati »  (« magistrature »), dont deux, Logudoro et Arborée ont été regroupées au début du XIe siècle. Vers 900, ces territoires sont devenus de facto des États indépendants, leurs princes au pouvoir étant des judikes (« juges ») succédant à leurs prédécesseurs, de fonctionnaires impériaux.
Le premier Juge connu est Mariano Ier Salusio du clan Lacon-Gunale. La première dynastie régnante, les Lacon - Gunale, probablement naquit de la fusion de deux familles, la Lacon et la Gunale (ou Unale).  Le fils de Mariano Ier, Orzocco Torchitorio Ier est juge dans un moment où le monachisme occidental est introduite en Sardaigne dans le cadre de la réforme grégorienne de la papauté. Callaris, comme les autres judicats, est placé sous le contrôle de l'autorité du Pape. Torchitorio est un commanditaire des moines de Mont Cassin qui apportent sur l'île un renouveau économique, technologique et religieux. Son fils Constantinu Ier lui succède vers 1089, avec le titre de Rex et Iudex Caralitanus  (Roi et Juge de Cagliari).
Parmi les traditions de ces premiers Juges il faut mentionner la confirmation des actes des prédécesseurs, il s'agissait en général de dons de terres ou de subventions de privilèges. 
Parmi les traditions de ces premiers Juges il faut mentionner la confirmation des actes de leurs prédécesseurs, en général de dons de terres ou de subventions de privilèges dont le don des églises et terres aux moines de l'Abbaye Saint-Victor de Marseille et le placement de Cagliari sous l'autorité de l'archevêque de Pise. La succession est assurée par son fils Mariano II et ensuite par Costantino II.

#### Maison de Lacon-Massa et la domination de Pise

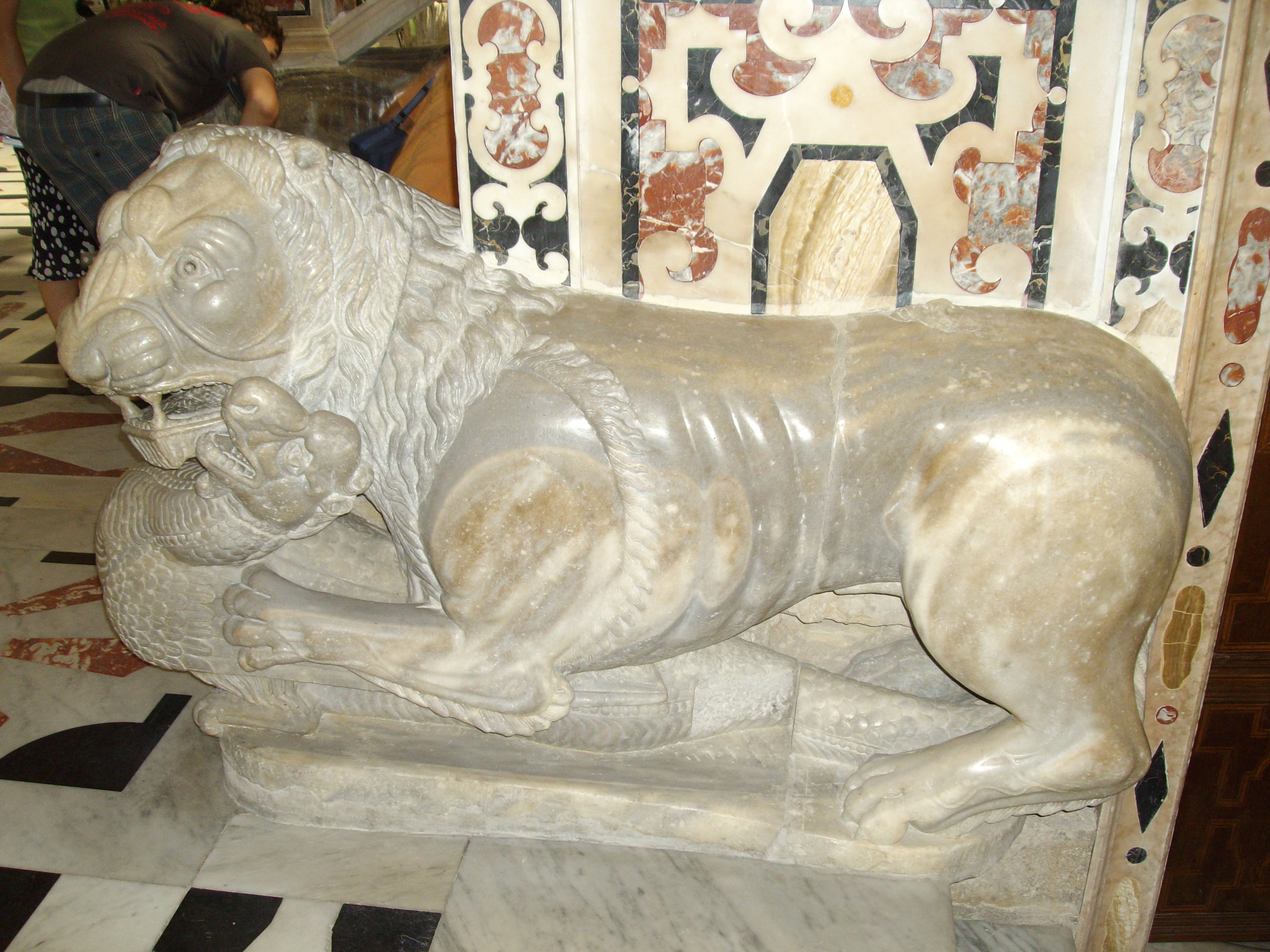
Lion pisain de la cathedrale

La fille premier-né de Constantino II lui succède avec son mari Pierre de Torres mais son beau-frère, le Margrave de Massa Hubert Obertenghi, mari de Géorgie, deuxième fille de Constantin II, lui fait la guerre et conquiert le Judicat. Le fils de Hubert et Géorgie monte sur le trône du Judicat en 1188 sous le nom de Guillaume Ier Salusi IV, inaugurant ainsi la nouvelle dynastie de Lacon-Massa.
Le règne de Guillaume de Massa est caractérisé par des guerres continues avec le Judicat d'Arborée, le Judicat de Gallura et le Judicat de Logudoro. Il arrête et emprisonne le juge d'Arborée, Pierre Ier, et règne sur l'Arborée à sa place. Il essaye de conquérir Gallura, mais est stoppé par le Pape. En bons termes avec les Pisans pendant son royaume, à sa mort, il ne laisse que des filles. Benedetta, son héritière, se marie avec Barisone III d'Arborée et donc ces deux Judicats sont d'abord unis mais à sa mort (1217), ils sont démantelés et le contrôle pisan devient pressant. En 1256, Giovanni Torchitorio V, fils de Guillaume II, essaye de se libérer du joug Pisan en s'alliant avec la république de Gênes, mais il est assassiné par des agents de Pise. À Giovanni succède son cousin Guillaume III, mais Pise le destitue démembrant en 1258 le royaume de Calaris et l'histoire du Judicat s'achève après deux siècles et demi d’existence.
En 1258 le Judicat est partagé en trois parties entre; l'Ogliastra des Visconti, Juges di Gallura (1258-1308), le Judicat d'Arborée (1258-1295) qui cèdent ensuite leurs droits à Pise et le Sulcis-Iglesiente de la famille Della Gherardesca de la commune de Pise (1258-1355) qui se maintient jusqu'à son annexion par le royaume d'Aragon. La ville de Castel di Castro et ses environs restent sous le contrôle direct de la république de Pise, tandis que l'ancienne capitale de Santa Igia est détruite.

## Liste des juges de Cagliari

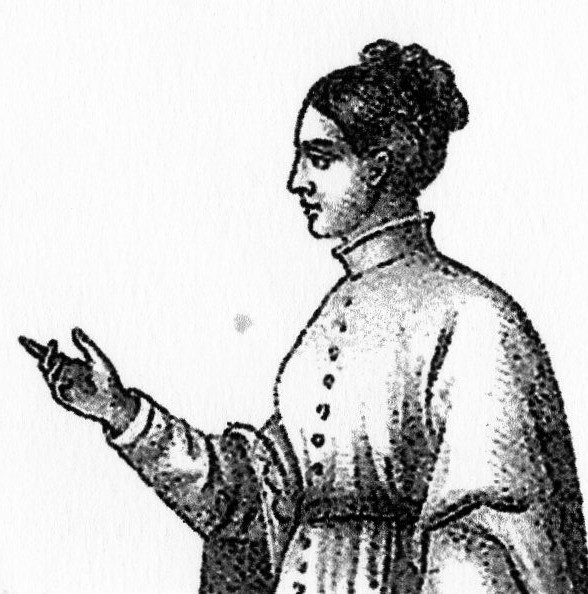
« Giudicessa »Benedetta de Cagliari

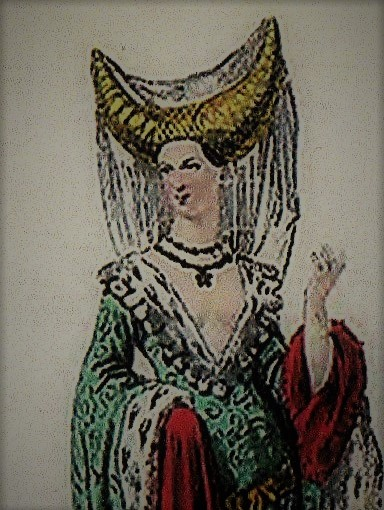
Le régent Agnese de Cagliari

En langue sarde, « Salusi» et « Trogodori » étaient les surnoms dynastiques,: 
| N° | Titre          | Nom                                     | Du        | Au   | Conjoint et notes |
| 1  | Juge           | Mariano Ier Salusio Ier                 | 1000 env. | 1058 | Giorgia de Sezzale |
| 2  | Juge           | Orzocco Torchitorio Ier                 | 1058      | 1089 | Vera de Lacon |
| 3  | Juge           | Costantino Ier Salusio II               | 1089      | 1103 | son frère Torbeno a brièvement usurpé le trône |
| 4  | Juge           | Mariano II Torchitorio II               | 1103      | 1130 | Preziosa de Zori |
| 5  | Juge           | Costantino II Salusio III               | 1130      | 1163 | Sardinia d'Arborea |
| 6  | Juge           | Pietro Torchitorio III                  | 1163      | 1188 | Sinispella de Lacon-Gunale |
| 7  | Juge           | Guglielmo Ier Salusio IV de Lacon-Massa | 1188      | 1214 | Adelaide Malaspina (mère de Benedetta et Agnese) et Guisiana di Capraia ; son père Oberto de Massa était l'époux de Giorgia, fille de Costantino II                                  |
| 8  | Juge           | Barisone Torchitorio IV                 | 1214      | 1217 | Benedetta de Cagliari, qui lui a transmis le titre ; il a été juge d'Arborée (1213-1217) et père de Guglielmo II                                                                     |
| 9  | « Giudicessa » | Benedetta                               | 1214      | 1232 | Barisone d'Arborea, Lamberto Visconti, Enrico di Ceola, Roberto de Glandis |
| 10 | Juge           | Guglielmo II Salusio V                  | 1232      | 1250 | avec une première régence (1232-1238) de sa tant Agnese di Massa (1195-1257, sœur de Benedetta et mère de Adelasia de Torres) et du second mari Ranieri Donoratico della Gherardesca |
| 11 | Juge           | Giovanni Torchitorio V, dit « Chiano »  | 1250      | 1256 | fils de Guglielmo II |
| 12 | Juge           | Guglielmo III Salusio VI                | 1256      | 1258 | dit « Guglielmo di Cepola », dernier juge et probable fils de Maria, fille de la « giudicessa » Benedetta de Cagliari                                                                |

En 1258 le dernier juge Guglielmo III Salusio VI est destitué, la capitale Santa Igia détruite et abandonnée : le territoire est partagé entre le Judicat d'Arborée, de Gallura et les comtes pisans della Gherardesca.